# Thorogobius macrolepis
Thorogobius macrolepis е вид бодлоперка от семейство Попчеви (Gobiidae). Видът не е застрашен от изчезване.

## Разпространение и местообитание
Разпространен е в Гърция (Егейски острови), Испания (Балеарски острови), Италия (Сардиния), Турция, Франция (Корсика) и Хърватия.
Обитава пясъчните дъна на морета и реки. Среща се на дълбочина от 47,5 до 105 m, при температура на водата от 15,4 до 16,6 °C и соленост 36,4 – 36,5 ‰.

## Описание
На дължина достигат до 6,5 cm.